# Skephults kyrka
Skephults kyrka är en kyrkobyggnad i kyrkbyn Skephult i Marks kommun. Den tillhör sedan 2024 Kinna-Fritsla församling (före 2010 Skephults församling) i Göteborgs stift.

## Historia
På samma plats där nuvarande kyrka ligger fanns en mindre träkyrka av okänd ålder. Den var 16 x 8 meter och 3,3 meter hög och hade plats för 300 personer. Det fanns även en klockstapel uppförd 1725. Enligt ett syneprotokoll 1841 var hela anläggningen förfallen. Bevarade inventarier från 1300- och 1400-talet tyder på att det funnits kyrka i socknen så tidigt.

## Kyrkobyggnaden
Nuvarande träkyrka uppfördes i sin helhet 1844 av byggmästare Johannes Pettersson. Förebilden var Ambjörnarps kyrka som uppfördes 1840 av samma byggmästare. Salkyrkan är i nyklassicistisk stil och har en stomme av liggtimmer. Ytterväggarna är klädda med vitmålad locklistpanel och genombryts av stora rundbågiga fönster. Kyrkan består av ett långhus med femsidigt kor i öster. Vid långhusets västra sida finns ett kyrktorn med ingång och norr om koret finns en vidbyggd sakristia. Byggnaden vilar på en huggen stensockel som under senare tid har blivit putsad. Yttertaket är unikt i stiftet, då det har kvar sin ursprungliga stickspåntäckning.
Interiören är väl bibehållen. Golvet omlades 1924 varvid de gamla plankorna fick ligga kvar. Bänkinredningen har kvar sin slutna karaktär, trots ombyggnad och gavlarna har utskurna pilastermotiv. 

## Inventarier

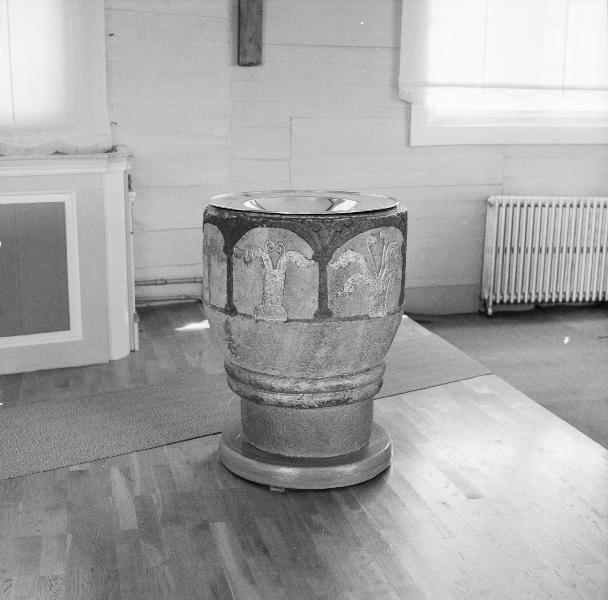
Dopfunten.

- Dopfunt av sandsten tillverkad under 1300-talet i en del. Höjd: 60 cm. Cuppan är cylindrisk och rundad nedåt samt avslutas med en dubbel vulst. På randen finns en flathuggen repstav. Livet har ornamentik i form av sju arkader med vida rundbågar. I sex av dem finns konturhuggna växtornament och i den sjunde profilen av ett ansikte i siluett med en luva. Denna ornamentik kan mycket väl vara tillkommen i senare tid. Det finns ett stort centralt uttömningshål. Relativt välbevarad, men försedd med sentida påmålning. Funten är helt unik i området.[2] Stenfunten vilar på en rund fot av trä.
- Krucifix som man tror är utfört av en italiensk konstnär.
- Mässhake från 1400-talet.
- Predikstolen är tillverkad av Johannes Andersson i Mjöbäck.
- Kyrkan har två senmedeltida klockor utan inskrifter.[3]

## Bilder

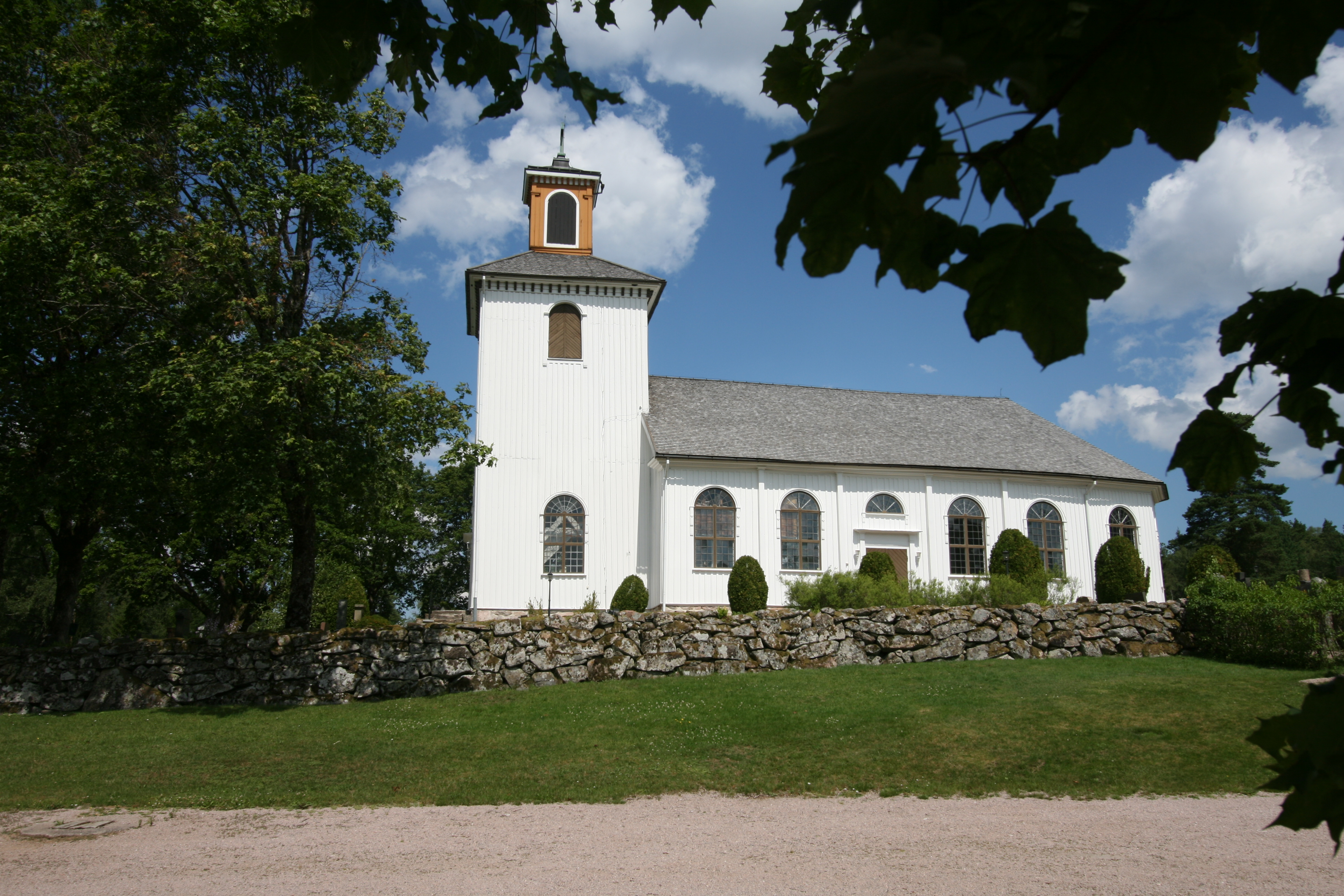
Exteriör från parkeringen
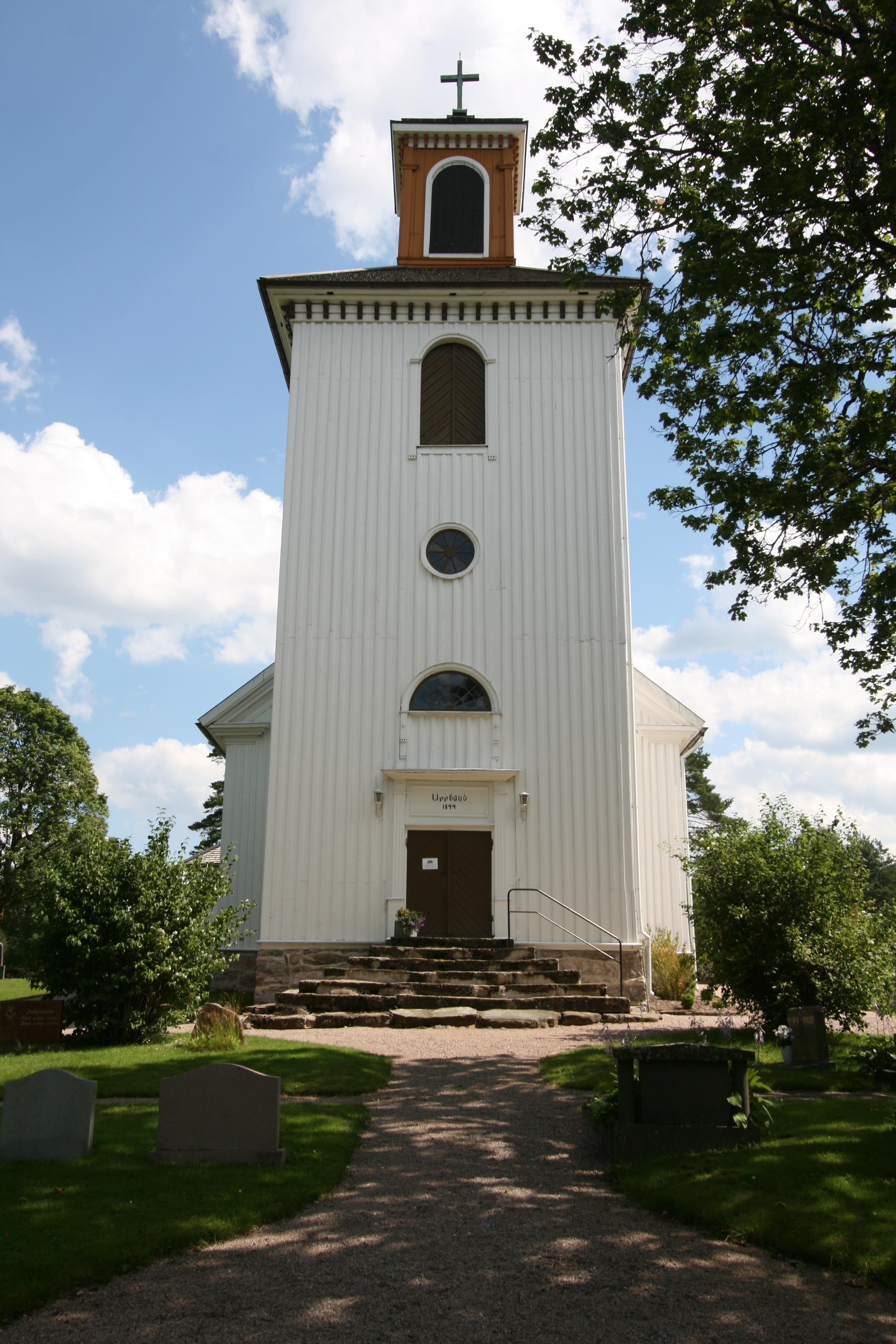
Tornet
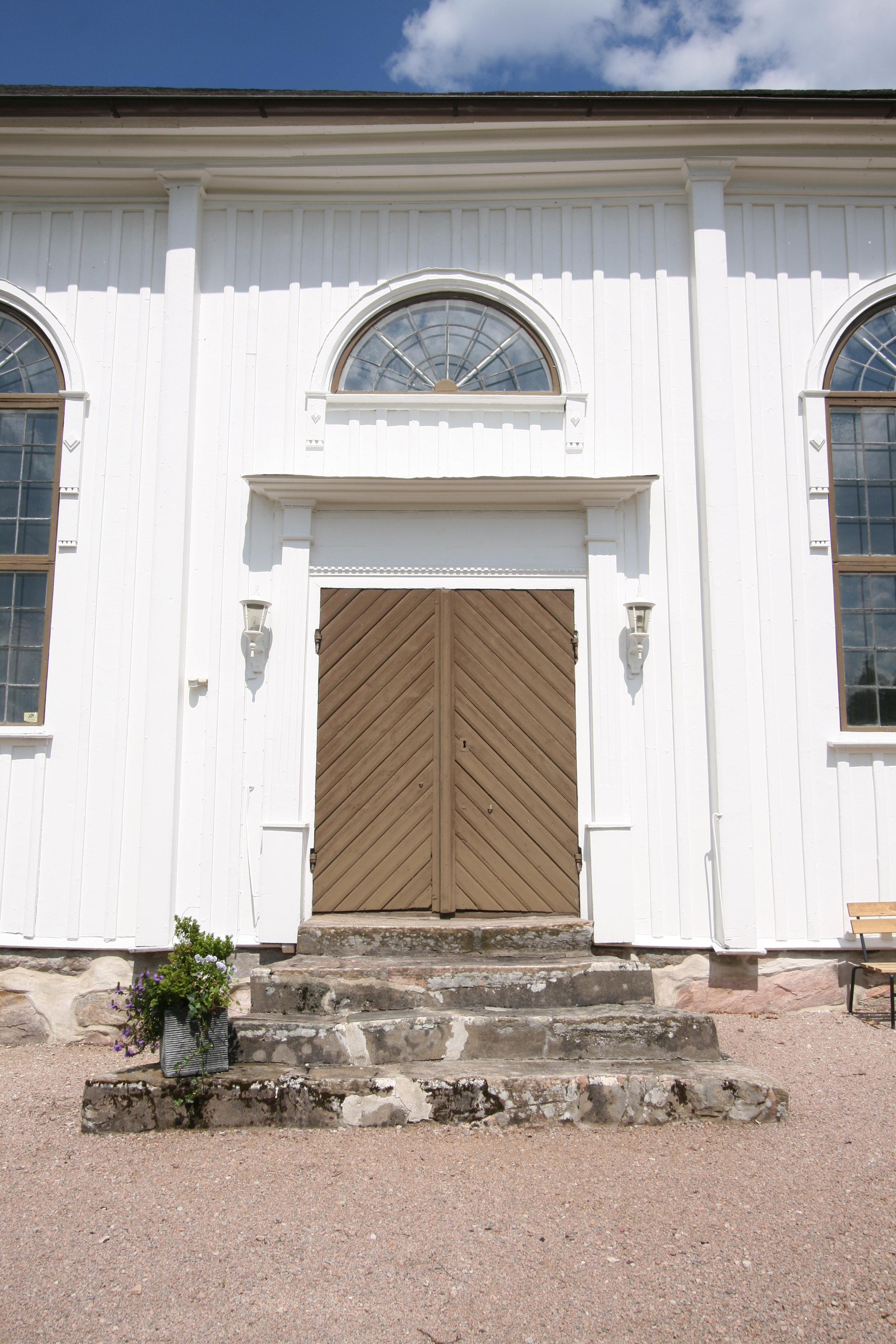
Port